# Микстейп

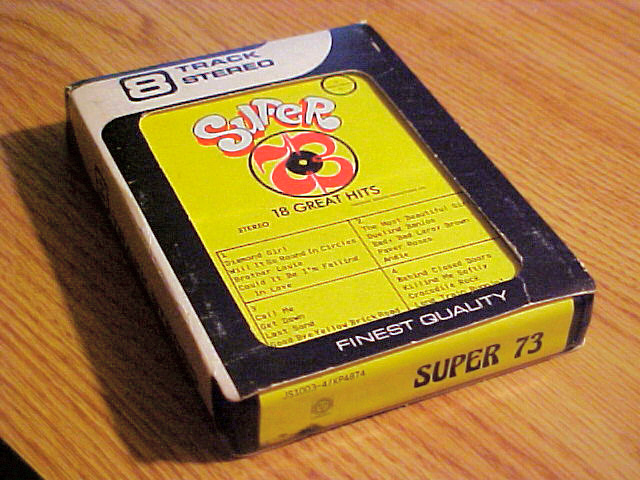
Ранний пиратский 8-дорожечный микстейп 1974 года

Микстейп (англ. mixtape или англ. mix tape) — тип звукозаписи, сборник песен, записанных в определённом порядке, представляющий смесь (англ. mix) музыкальных фрагментов, собранных в композицию, обычно на аудиокассету (англ. tape — магнитофонная лента).
Микстейп, который обычно отражает музыкальные вкусы её составителя, может варьировать от случайно выбранного списка любимых песен до концептуальной смеси песен, связанных общей темой или настроением, или очень личного заявления с учётом адресата, указанного в ленте.
Эссеист Джеффри О’Брайен называл личные микстейпы «наиболее широко практикуемой американской формой искусства», и многие энтузиасты считают, что микстейп, созданный путём тщательного отбора треков для микса, может быть художественным заявлением, что он нечто большее, чем сумма его отдельных песен.
С появлением относительно недорогой цифровой аудиоаппаратуры потребительского уровня создание и распространение смесей в виде компакт-дисков или MP3-плейлистов стало современным методом выборок, однако термин «микстейп» по-прежнему широко используется даже для смесей в различных медиа (CD, MP3, MiniDisc и т. д.). Также появились и видеосборники песен.

## История
Само понятие «микстейп» родилось в США в среде чёрных рэперов, поэтому микстейпы наиболее распространены в хип-хоп-сообществе. Чаще всего микстейпы представляют собой смикшированные сборники отдельных треков разных артистов, хотя бывают и тематические (например, микстейп из треков конкретного артиста или все артисты читают на биты определённого битмейкера). Зачастую микстейпы выпускают сами их авторы — диджеи — на своих же лейблах, а потом распространяют на улицах через свои каналы, минуя официальные музыкальные магазины и крупные розничные сети. Когда хип-хоп только зарождался, диджеи сами продавали свои микстейпы на улицах из багажников собственных автомобилей и в клубах.
Многие из начинающих артистов рассматривают микстейпы как средство для собственного промоушена, поэтому с готовностью отдают свои новые треки известным диджеям на микстейпы. Многие диджеи выпускают целые серии микстейпов. Например, DJ White Owl в начале сентября 2008 выпустил микстейп WHITE OWL DROP THAT 31, то есть уже тридцать первый из этой серии. При этом микстейпы имеют полуофициальный статус, небольшие тиражи (относительно официальных альбомов известных артистов) и утекают в Интернет.

### В России
Самыми распространёнными ранними микстейпами были кустарные 8-дорожечные ленты-«сборники», которые продавались на блошиных рынках и водителями грузовиков с конца 60-х до начала 80-х в СССР, с названиями вроде «Супер 73», «Кантри Чарт Toppers» или «Топ Поп-музыки 1977». В связи с популяризацией магнитофонов со встроенной возможностью записи начиная с середины 1980-х постепенно вышли из моды. В настоящее время микстейпы выпускают такие исполнители, как Oxxxymiron («miXXXtape III: Смутное Время»), ЗАМАЙ (LOST TAPES 3), Слава КПСС («Ангельское True»).